# Suak Batok
Suak Batok is een bestuurslaag in het regentschap Ogan Ilir van de provincie Zuid-Sumatra, Indonesië. Suak Batok telt 1966 inwoners (volkstelling 2010).